# Les fenícies (Sèneca)
Les fenícies (en llatí: Phoenissae, a voltes anomenada Tebaida) és una de les deu tragèdies romanes que es conserven de Sèneca. Pertany al gènere de la fabula cothurnata, i probablement la va escriure abans d'Èdip. Inconclusa i molt curta, no inclou el cor, però originàriament en tenia un, segons Leon Herrmann.

## Estructura de l'obra

### Resum
Èdip, rei de Tebes, després que li arranquen els ulls, s'autocondemna a l'exili voluntari.
Acte I: superat per l'excés de les seues desgràcies, vol suïcidar-se a la muntanya Citeró i alliberar sa filla de totes les seues atencions. Commogut, però, per les tendres pregàries d'Antígona, li promet aguantar la vida, sense tornar a la seua ciutat.
Acte II: un missatger enviat per Tebes sol·licita la presència d'Èdip per a evitar una guerra fratricida que amenaça la ciutat. Etèocles, que s'aferra al poder, es nega a lliurar el tron al seu germà, segons havien acordat. Antígona anima son pare a exercir aquest paper de pacificador; ell, però, es refugia als boscos.
Acte III: mentrestant, a Tebes, Jocasta lamenta el seu destí després dels tres anys que Èdip ha estat vagant. Un missatger interromp el seu monòleg: han començat els inicis de la lluita; s'ha d'intentar reconciliar els seus dos fills, Etèocles i Polinices, empesos a la guerra.
Acte IV: Jocasta intervé entre els seus dos fills. Però Polinices vol poder, i Etèocles només li ofereix l'exili al germà.
Ací acaba bruscament el que queda de la tragèdia de Sèneca. L'espectador no veu la mort dels dos germans, traspassats l'un per l'altre. La història d'Eurípides i la d'Estaci en la seua Tebaida poden, d'alguna manera, compensar aquesta mancança.

### Estructura
En la "Col·lecció d'autors llatins", l'obra s'analitza així:
- Acte I: vv. 1-319 (Èdip, Antígona), ací manca un passatge.
- Acte II: vv. 320-362 (un missatger, Èdip, Antígona), ací falta un passatge.
- Acte III: vv. 363-442 (Jocasta, Antígona, una missatgera), potser sense interrupció.
- Acte IV: vv. 443-664 (Jocasta, Polinices, Etèocles)
- Manca el final de la tragèdia.

Les tragèdies, però, tenien una estructura diferent per a l'espectador en l'Antiguitat. Els 664 versos de Les fenícies s'analitzarien millor com un pròleg, cants corals i episodis successius... si el nostre text de l'obra fos complet. Amb el coneixement actual, qualsevol reconstrucció de les parts originàries seria arriscada.

### Personatges
El cor de dones fenícies no apareix pas en els extractes.
Els personatges que parlen de la tragèdia són:
- Èdip
- Jocasta, sa mare
- Antígona, sa filla
- Etèocles, un dels seus fills
- Polinices, un altre dels seus fills
- Un missatger

El fet que els actes I i II succeïsquen en un indret diferent dels actes III i IV ha dut alguns a pensar que aquestes dues parts pertanyen a dues obres diferents. No s'assembla aquest lloc a Colonos? El primer s'inspiraria en l'Èdip a Colonos de Sòfocles. No es trasllada l'acció a Tebes? La segona tragèdia es basaria en Els set contra Tebes d'Èsquil i Les fenícies d'Eurípides. El missatger de les batalles també sembla unir-se fàcilment a Èdip, que segurament només es troba a l'interior tebà, i a Jocasta al seu palau.

## Temes
Aquesta tragèdia es basa en els mites del cicle tebà. Però en Les fenícies de Sèneca, Èdip no és expulsat de Tebes. Intenta suïcidar-se, i sa filla Antígona intenta dissuadir-l'en.
Les fenícies pren el títol i, en part, el tema de l'obra d'Eurípides, representada per primera volta a Atenes cap al 410 ae, que descriu la disputa entre els fills d'Èdip. Alguns crítics també han suggerit una influència més discreta de l'Èdip a Colonos de Sòfocles.
L'atribució de la tragèdia llatina a Sèneca és indubtable, perquè l'obra coincideix amb un passatge del tractat senequià De clementia: "Mentrestant, com deia, la clemència marca la diferència entre un rei i un tirà, tot i que tots dos estan igualment protegits per les armes; però l'un usa les armes que té per a enfortir la pau, l'altre per a contenir grans odis amb gran terror i no mira sense aprehensió les mans mateixes en què s'ha confiat. En ell es barregen sentiments contradictoris; perquè, tot i que és odiós perquè és temut, vol ser temut perquè és odiós i s'apropia d'aquest vers execrable que ha arruïnat molta gent: Que odiïn, mentre tinguin por! ["Oderint, dum metuant"], ignorant la poderosa ràbia que sorgeix quan els odis han crescut desmesuradament". La figura del tirà senecà s'encarna en l'Etèocles d'Estaci com en la d'aquestes fenícies.

## L'obra incompleta
Hi ha pistes que indiquen que l'obra no és acabada, i que en manquen parts.
El primer signe d'incompletesa és que els episodis d'Èdip i Antígona al Citeró, així com el conjunt a Tebes, no estan vinculats entre si; i comencen i acaben bruscament. No es comprén com Polinices tria exiliar-se renunciant a la reialesa, contràriament a la tradició mítica.
El segon signe d'inconclusió és la mancança de cor. El títol més comú seria inexplicable si, segons la versió originària d'Eurípides, Sèneca no hagués introduït un cor de dones fenícies per a comentar la gesta tebana. L'absència del cor també pot explicar per què alguns manuscrits han emprat el títol Tebaida.
Fins i tot si estem d'acord amb la incompletesa, els crítics no tenen una prova decisiva sobre les causes d'aquestes llacunes.

## Posteritat
Fernand Delarue demostra que Estaci pren "com a font principal menys, sembla, les epopeies gregues existents sobre el tema, com la Tebaida cíclica o la d'Antímac, que les tragèdies d'Eurípides, en aquest cas Les fenícies i Les suplicants, tot integrant, pel que fa a la temàtica, l'aportació de les tragèdies de Sèneca, sobretot Èdip i Les fenícies".
Justus Lipsius, al segle XVI (en Animadversiones in Tragoedias quae L. Annaeo Senecae tribuuntur, 1588), exalta Les fenícies com una obra incomparable: "[…] l'economia és diferent [de la resta de tragèdies llatines], sense cors i sense interrupcions. Està escrita de manera uniforme, senzilla, sense versos diferents, d'una manera sublim, erudita, grandiosa i veritablement digna del coturn. Res de modern, res de dibuixat, res d'afectat: el gir i els mots escollits; les eixides de les frases, meravelloses i inesperades, però fortes, nervioses i tan impactants per a mi que no sols em desperten, sinó que em posen en certa manera fora de mi mateix. N'hi ha alguna cosa semblant en les altres? Gose dir que és una gemma preciosa que amb molt de gust portaria de tornada al segle mateix d'August".
Daniel Heinsius, però, i molts altres amb ell, en concret Racine, la van menysprear. En un prefaci tardà a la seua Tebaida, Racine explica que deu molt a Eurípides però res a Sèneca, mentre demostra que l'ha llegit i s'hi mostra indirectament afalagador: "Vaig esbossar a grans trets el meu pla sobre Les  fenícies d'Eurípides. Pel que fa a la Tebaida, que és de Sèneca, soc una mica de l'opinió d'Heinsius, i sostinc, com ell, que no sols no és una tragèdia de Sèneca, sinó que és més aviat obra d'un declamador que no sabia què era la tragèdia".
Però la important influència de Sèneca sobre Racine està ben descrita per John Lapp.